# Yuki Hayashi
Yuki Hayashi, född 2 oktober 1984, är en japansk bågskytt. Hon deltog vid olympiska sommarspelen 2008 och 2016.